# Ralf König
Ralf König es un autor de cómics de temática gay nacido el 8 de agosto de 1960 en Soest (Alemania). Ha vivido en Düsseldorf, Dortmund, Berlín y Colonia, ciudad en la que reside actualmente.

## Biografía
Después de terminar la educación primaria, König fue aprendiz de carpintero. En 1979 comenzó a publicar sus primeras historietas en la revista alemana cómic underground Zomix y en una publicación orientada al público gay llamada Rosa Winkel, en la que trabajó durante casi una década. Al mismo tiempo que publicaba estos primeros trabajos, estudió Bellas Artes en la Academia Nacional de Arte de Düsseldorf entre 1981 y 1985.
En 1987 publicó su primer álbum de historietas, Der bewegte Mann (El hombre deseado), en el que ya se podían encontrar las características representativas de su obra: unos alocados personajes que se ven envueltos en continuos enredos, el reflejo de una sexualidad abierta y sin ningún tipo de prejuicio, el retrato de las relaciones de pareja homosexuales, o la crítica irónica a la sociedad tradicional, retratando frecuentemente a los heterosexuales como cotillas o provincianos. Su estilo también es reconocible por emplear casi siempre el blanco y negro en sus historietas y en dibujar a sus personajes con grandes narices.

## Estilo
La obra de Ralf König se podría definir como ligera y sin tabúes. Sus dibujos son claros y fundamentalmente en blanco y negro, teniendo como resultado imágenes que se acercan a la caricatura de carácter cómico y grotesco. Normalmente sus historias se basan en la situación, a menudo dentro del registro del vodevil. Más allá del humor, König evoca temas esenciales tales como la aceptación de la diferencia, las relaciones hombre/mujer y homosexual/heterosexual, los problemas de pareja, el VIH, etc.
En sus álbumes, Ralf König no se esconde de su gusto por los hombres peludos, musculosos y mediterráneos, en oposición a los alemanes o franceses, considerados respectivamente como poco atractivos y demasiado sofisticados. König ha confesado que su obra estaba compuesta una tercera parte de elementos autobiográficos, una tercera parte de elementos tomados de conocidos y de otro tercio de pura ficción.
Los álbumes recientes mezclan, cada vez más, personajes homosexuales y heterosexuales que tienen relaciones amistosas, mientras que los personajes de los primeros álbumes evolucionaban en ambientes homo de Colonia y no frecuentaban muchos heterosexuales, a excepción de sus respectivas familias.

Mural en Bruselas, pintado por el propio König.

## Adaptaciones cinematográficas
Las obras de König han sido llevadas al cine en varias ocasiones, en la mayoría de las cuales, el autor no estuvo conforme con su resultado. La primera de ellas, en 1994 y dirigida por Sönke Wortmann fue El hombre deseado, donde se unían El hombre nuevo y Pretty Baby, que en su país fue un éxito de taquilla, al igual que la segunda adaptación cinematográfica, El condón asesino, dirigida por Martin Walz en 1996. Después de la película Wie die Karnickel en 2002 de Sven Unterwaldt Jr. basada en Como conejos, con resultados decepcionantes para el artista, la última traslación al cine de una de sus historietas fue Lisístrata, película española dirigida por Francesc Bellmunt también en 2002 que gira acerca de una huelga de sexo a la que someten las mujeres de una ciudad de la antigua Grecia a sus maridos.

## Bibliografía

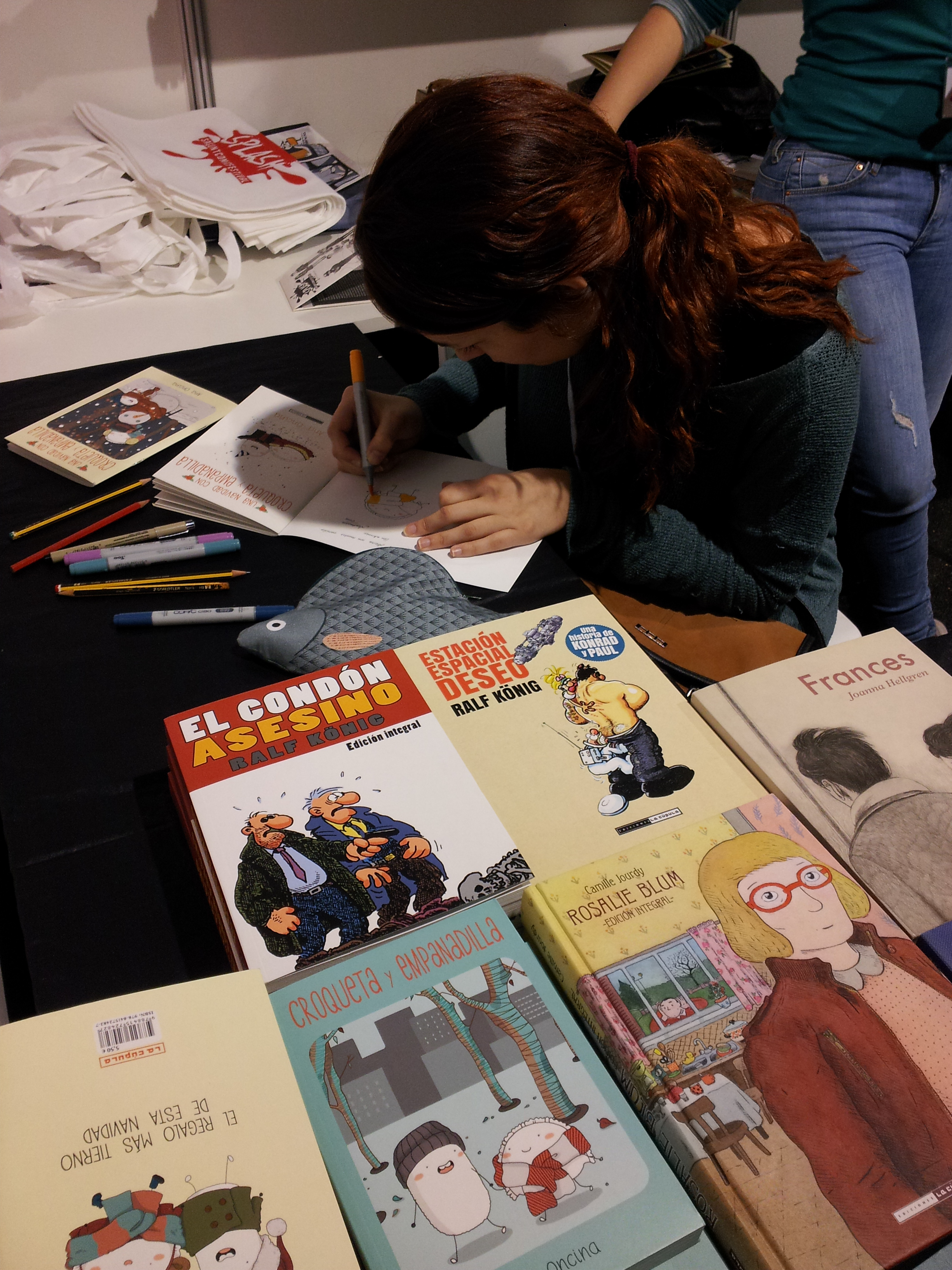
Ana Oncina dedica un ejemplar de Croqueta y empanadilla en la edición del 2015 de la feria saguntina Splash; puede verse también publicación de Ralf König.